# Zoë Tauran
Zoë Tauran (Roden, 31 marzo 1997) è una cantante olandese.

## Biografia
Zoë Tauran nasce a Roden da madre olandese e padre originario delle isole Molucche. Esordisce da bambina nel 2012 partecipando all'edizione olandese di The Voice Kids. Ottiene una certa notorietà nel 2014 partecipando al programma Holland's Got Talent come parte del girl group TP4Y. Dedicatasi ad una carriera solista, nel 2022 entra in classifica nei Paesi Bassi grazie al singolo Solo con Bilal Wahib, in seguito certificato disco di platino.
Il 26 maggio 2023 pubblica il suo primo album in studio, Zoë Tauran, entrando in classifica nei Paesi Bassi e in Belgio. L'anno seguente raggiunge la seconda posizione in classifica con il singolo Alles Op Gevoel, realizzato con Flemming e Ronnie Flex. Il suo secondo album, Turbulentie, esce il 30 maggio 2025, e vede la partecipazione di Frenna, Idaly, Jonna Fraser e Claude.

## Discografia

### Album in studio
- 2023 – Zoë Tauran
- 2025 – Turbulentie

### Singoli
- 2022 – Solo (con Bilal Wahib)
- 2022 – Gebruik Me (con Frenna)
- 2022 – Adrenaline (con i Kris Kross Amsterdam e Ronnie Flex)
- 2023 – Therapie
- 2023 – Er Was Eens Een Meid
- 2023 – Outside (con Bilal Wahib)
- 2023 – Monster
- 2024 – Alles Op Gevoel (con Flemming e Ronnie Flex)
- 2024 – Verpest (con Bilal Wahib)
- 2024 – Stieken '24 (con Jonna Fraser)
- 2024 – De Laatste Keer Dat Ik Huil
- 2024 – Je t'aime (con Claude)
- 2025 – Voorzichtig (con Idaly)
- 2025 – Status Ingewikkeld
- 2025 – Summer Love (con Frenna)